# 沈性
沈性（1420年—？），字士彝，一字克循，号砥轩。浙江紹興府會稽縣人，明朝政治人物、進士出身。民籍。

## 生平
正统辛酉科浙江鄉試第二十八名。景泰二年，登進士，历仕云南道监察御史，天顺丁丑出为宁国府知府。在任八年，以父忧归。

## 家族
曾祖父沈伯英、祖父沈思學、祖父沈潭。